# Hoàng Vĩ Triết
Hoàng Vĩ Triết (phồn thể: 黃偉哲; giản thể: 黄伟哲; bính âm: Huáng Wěizhé; sinh ngày 26 tháng 9 năm 1963) là một chính khách người Đài Loan. Ông là Ủy viên Lập pháp viện từ năm 2005 đến năm 2018. Ông là Thị trưởng Đài Nam kể từ ngày 25 tháng 12 năm 2018 sau khi giành được chiến thắng trong cuộc bầu cử địa phương năm 2018 vào ngày 24 tháng 11 năm 2018.

## Học vấn
Hoàng Vĩ Triết học trường trung học Kiến Quốc thành phố Đài Bắc. Sau đó, ông tiếp tục học cao hơn tại Đại học quốc lập Đài Loan để lấy bằng cử nhân và tại Đại học Harvard và Đại học Yale ở Hoa Kỳ để lấy bằng thạc sĩ.

## Sự nghiệp chính trị
Hoàng Vĩ Triết là Ủy viên Lập pháp viện từ năm 2005 đến năm 2018.

### Bầu cử thị trưởng thành phố Đài Nam năm 2018
| Hoàng Vĩ Triết | Bổ nhiệm | 41.58% |
| Trần Đình Phi  | 2nd      | 28.17% |
| Nhan Thuần Tả  | 3rd      | 6.72%  |
| Vương Định Vũ  | 4th      | 5.13%  |
| Lý Tuấn Nghị   | 5th      | 2.11%  |
| Diệp Nghi Tân  | 6th      | 0.76%  |

| Kết quả thị trưởng thành phố Đài Nam năm 2018 | Kết quả thị trưởng thành phố Đài Nam năm 2018 | Kết quả thị trưởng thành phố Đài Nam năm 2018 | Kết quả thị trưởng thành phố Đài Nam năm 2018 | Kết quả thị trưởng thành phố Đài Nam năm 2018 | Kết quả thị trưởng thành phố Đài Nam năm 2018 |
| No.                                           | Ứng viên                                      | Đảng                                          | Phiếu bầu                                     | Tỷ lệ                                         |                                               |
| --------------------------------------------- | --------------------------------------------- | --------------------------------------------- | --------------------------------------------- | --------------------------------------------- | --------------------------------------------- |
| 1                                             | Hoàng Vĩ Triết                                | Đảng Dân chủ Tiến bộ                          | 367,518                                       | 38.02%                                        |                                               |
| 2                                             | Cao Tư Bác                                    | Quốc dân Đảng                                 | 312,874                                       | 32.37%                                        |                                               |
| 3                                             | Lâm Nghĩa Phong (林義豐)                      | Độc lập                                       | 84,153                                        | 8.71%                                         |                                               |
| 4                                             | Hứa Trung Tín (許忠信)                        | Độc lập                                       | 45,168                                        | 4.67%                                         |                                               |
| 5                                             | Trần Vĩnh Hòa (陳永和)                        | Độc lập                                       | 117,179                                       | 12.12%                                        |                                               |
| 6                                             | Tô Hoán Trí                                   | Độc lập                                       | 39,778                                        | 4.11%                                         |                                               |
| Tổng cộng cử tri                              | Tổng cộng cử tri                              | Tổng cộng cử tri                              | 1,546,862                                     | 1,546,862                                     | 1,546,862                                     |
| Phiếu hợp lệ                                  | Phiếu hợp lệ                                  | Phiếu hợp lệ                                  | 966,670                                       | 966,670                                       | 966,670                                       |
| Phiếu vô giá trị                              |                                               |                                               |                                               |                                               |                                               |
| Cử tri đi bầu                                 | Cử tri đi bầu                                 | Cử tri đi bầu                                 | 62.49%                                        | 62.49%                                        | 62.49%                                        |